# إريك جوستين
إريك جوستين (بالإنجليزية: Eric Heath)‏ هو موضح علمي ‏ ورسام كارتون نيوزيلندي، ولد في 28 نوفمبر 1923.